# Erik Lira
Erik Antonio Lira Méndez, noto semplicemente come Erik Lira (Città del Messico, 8 maggio 2000), è un calciatore messicano, centrocampista del Cruz Azul.

## Caratteristiche tecniche
È un centrocampista difensivo.

## Carriera

### Club
Cresciuto nel settore giovanile del Pumas UNAM, nel 2018 viene ceduto al Necaxa con cui debutta fra i professionisti giocando il match di Copa MX vinto 1-0 contro il Tampico Madero. Nel 2020 fa ritorno al Pumas, entrando a far parte in pianta stabile della rosa della prima squadra.
Il 5 gennaio 2022, dopo due stagioni al Pumas in cui colleziona 46 presenze, viene acquistato dal Cruz Azul.

### Nazionale
Nel 2021 ha esordito nella nazionale maggiore messicana.

## Statistiche
Statistiche aggiornate al 5 luglio 2025.

### Presenze e reti nei club
| Stagione          | Squadra           | Campionato        | Campionato | Campionato | Coppe nazionali | Coppe nazionali | Coppe nazionali | Coppe continentali | Coppe continentali | Coppe continentali | Altre coppe | Altre coppe | Altre coppe | Totale | Totale | Totale |
| Stagione          | Squadra           | Comp              | Pres       | Reti       | Comp            | Pres            | Reti            | Comp               | Pres               | Reti               | Comp        | Pres        | Reti        | Pres   | Reti   |        |
| ----------------- | ----------------- | ----------------- | ---------- | ---------- | --------------- | --------------- | --------------- | ------------------ | ------------------ | ------------------ | ----------- | ----------- | ----------- | ------ | ------ | ------ |
| 2018-2019         | Necaxa            | PD                | 0          | 0          | cMX             | 3               | 0               |                    | -                  | -                  |             | -           | -           | 3      | 0      |        |
| 2020-2021         | Pumas UNAM        | PD                | 31+5       | 0          | -               | -               | -               |                    | -                  | -                  |             | -           | -           | 36     | 0      |        |
| 2021-gen. 2022    | Pumas UNAM        | PD                | 16+5       | 0          |                 | -               | -               |                    | -                  | -                  | LC          | 2           | 0           | 23     | 0      |        |
| Totale Pumas UNAM | Totale Pumas UNAM | Totale Pumas UNAM | 47+10      | 0          |                 | -               | -               |                    | -                  | -                  |             | 2           | 0           | 59     | 0      |        |
| gen.-giu. 2022    | Cruz Azul         | PD                | 17+3       | 0          |                 | -               | -               | CCL                | 5                  | 0                  |             | -           | -           | 25     | 0      |        |
| 2022-2023         | Cruz Azul         | PD                | 32+4       | 0          |                 | -               | -               |                    | -                  | -                  | SM          | 1           | 0           | 37     | 0      |        |
| 2023-2024         | Cruz Azul         | PD                | 30+5       | 0          |                 | -               | -               |                    | -                  | -                  | LC          | 1           | 0           | 36     | 0      |        |
| 2024-2025         | Cruz Azul         | PD                | 31+8       | 1          |                 | -               | -               | CCC                | 7                  | 0                  | LC          | 4           | 0           | 50     | 1      |        |
| Totale Cruz Azul  | Totale Cruz Azul  | Totale Cruz Azul  | 110+20     | 1          |                 | -               | -               |                    | 12                 | 0                  |             | 6           | 0           | 148    | 1      |        |
| Totale carriera   | Totale carriera   | Totale carriera   | 187        | 1          |                 | 3               | 0               |                    | 12                 | 0                  |             | 8           | 0           | 210    | 1      |        |

### Cronologia presenze e reti in nazionale
| Cronologia completa delle presenze e delle reti in nazionale ― Messico | Cronologia completa delle presenze e delle reti in nazionale ― Messico | Cronologia completa delle presenze e delle reti in nazionale ― Messico | Cronologia completa delle presenze e delle reti in nazionale ― Messico | Cronologia completa delle presenze e delle reti in nazionale ― Messico | Cronologia completa delle presenze e delle reti in nazionale ― Messico | Cronologia completa delle presenze e delle reti in nazionale ― Messico | Cronologia completa delle presenze e delle reti in nazionale ― Messico |
| Data                                                                   | Città                                                                  | In casa                                                                | Risultato                                                              | Ospiti                                                                 | Competizione                                                           | Reti                                                                   | Note                                                                   |
| ---------------------------------------------------------------------- | ---------------------------------------------------------------------- | ---------------------------------------------------------------------- | ---------------------------------------------------------------------- | ---------------------------------------------------------------------- | ---------------------------------------------------------------------- | ---------------------------------------------------------------------- | ---------------------------------------------------------------------- |
| 28-10-2021                                                             | East Rutherford                                                        | Messico                                                                | 0 – 3                                                                  | Ecuador                                                                | Amichevole                                                             | -                                                                      |                                                                        |
| 9-12-2021                                                              | Austin                                                                 | Messico                                                                | 2 – 2                                                                  | Cile                                                                   | Amichevole                                                             | -                                                                      | 46’ 73’                                                                |
| 28-4-2022                                                              | Orlando                                                                | Messico                                                                | 0 – 3                                                                  | Guatemala                                                              | Amichevole                                                             | -                                                                      | 61’                                                                    |
| 17-12-2023                                                             | Città del Messico                                                      | Messico                                                                | 2 – 3                                                                  | Colombia                                                               | Amichevole                                                             | -                                                                      | 72’                                                                    |
| 11-9-2024                                                              | East Rutherford                                                        | Canada                                                                 | 0 – 0                                                                  | Messico                                                                | Amichevole                                                             | -                                                                      |                                                                        |
| 21-3-2025                                                              | Inglewood                                                              | Canada                                                                 | 0 – 2                                                                  | Messico                                                                | CONCACAF Nations League 2024-2025 - Semifinale                         | -                                                                      | 89’                                                                    |
| 7-6-2025                                                               | Salt Lake City                                                         | Messico                                                                | 2 – 4                                                                  | Svizzera                                                               | Amichevole                                                             | -                                                                      | 73’                                                                    |
| 11-6-2025                                                              | Chapel Hill                                                            | Messico                                                                | 1 – 0                                                                  | Turchia                                                                | Amichevole                                                             | -                                                                      | 62’ 66’                                                                |
| 15-6-2025                                                              | Inglewood                                                              | Messico                                                                | 3 – 2                                                                  | Rep. Dominicana                                                        | Gold Cup 2025 - 1°turno                                                | -                                                                      |                                                                        |
| 29-6-2025                                                              | Glendale                                                               | Messico                                                                | 2 – 0                                                                  | Arabia Saudita                                                         | Gold Cup 2025 - Quarti di finale                                       | -                                                                      |                                                                        |
| 2-7-2025                                                               | Santa Clara                                                            | Messico                                                                | 1 – 0                                                                  | Honduras                                                               | Gold Cup 2025 - Semifinale                                             | -                                                                      | 92’ 96’                                                                |
| Totale                                                                 |                                                                        | Presenze                                                               | 11                                                                     |                                                                        | Reti                                                                   | 0                                                                      |                                                                        |

## Palmarès
- CONCACAF Champions' Cup: 1

Cruz Azul: 2025

### Nazionale
- Gold Cup: 1

2025